# Ruée vers l'or dans les Black Hills
La ruée vers l'or dans les Black Hills eut lieu à partir de 1874 dans une région encore vierge de toute présence blanche et considérée comme un sanctuaire sacré pour les Sioux Lakotas et les Cheyennes car elles représenteraient pour eux le centre du monde.
Le traité de Fort Laramie de 1868 reconnaît donc les Black Hills comme leur appartenant. Mais le gouvernement fédéral américain décide l'abandon du bimétallisme, par le Coinage Act de 1873, ce qui fait monter les cours de l'or, d'autant qu'en Europe, la loi monétaire allemande du 9 juillet 1873 confirme la loi monétaire prussienne du 4 décembre 1871, dans le sens de l'étalon-or. Inversement, les cours de l'argent baissent.
C'est une catastrophe pour les dizaines de milliers de propriétaires de petites mines d'argent de l'Ouest américain. Cela faisait longtemps qu'ils n'apportaient plus leur production aux presses fédérales en raison d'un prix officiel (seize gramme d'argent pour un gramme d'or) jugé inférieur à celui du marché mondial, car le marché croule sous un excès d'argent qui divise par deux sa valeur en or entre 1866 et 1900, le cours de l'argent par rapport à l'or. Il est alors décidé de stimuler la production d'or.
Le 2 juillet 1874, le lieutenant-colonel George A. Custer quitte Bismarck, dans le Dakota du Nord, et s'enfonce profondément dans les Black Hills à la tête de 1 200 hommes, dont le 7e régiment de cavalerie, un groupe d'ingénieurs, trois journalistes, le photographe William H. Illingworth et 110 charriots. Des éclaireurs indiens l'accompagnent en nombre, menés par Bloody Knife et Lean Bear.
L'expédition atteint les Black Hills le 22 juillet, dont la région de Paha Sapa, lieu sacré jamais foulé par l'Homme blanc. Le 1er août, elle estime que le site de French Creek peut permettre à un orpailleur de gagner 150 dollars par mois. Custer écrivit sous le pseudonyme de Nomad, des articles dans les journaux, qui sont réunis dans un livre, Ma vie dans les Plaines (immense best-seller). Custer et les prospecteurs remontent vers le nord, fondant les sites de Hill City, à 15 km au nord, Pactola, à 30 km au nord, puis jusqu'à Sheridan, à 180 km au nord-ouest, au pied des monts Big Horn du Wyoming. Le 15 août Custer écrit que les Black Hills contiennent sans doute beaucoup d'or, et le 30 août l'expédition est revenue à Bismarck.
Créée en août 1875, la ville de Custer City, compte 600 habitants seulement deux semaines plus tard. Le 17 septembre 1875, une commission officielle rencontre Red Cloud, Spotted Tail et les autres chefs Lakotas et leur propose d'acheter le territoire à un prix ridiculement bas (six millions de dollars), ce qu'ils refusent. Le général George Crook (1828-1890) est alors chargé d'évacuer la ville, mais à peine l'a-t-il quittée que la population revient. Un compromis est passé : six hommes ont le droit de rester pour la protéger, mais au début de l'hiver, tous les habitants sont revenus.
En novembre 1875, la découverte à 55 kilomètres plus au nord du gisement de "Deadwood Gulch", entraîne la création d'une autre ville-champignon, Deadwood. Des milliers de prospecteurs affluent. Bien plus tard, Dora DuFran, alias Dora Bolshaw, née Amy Helen Dorothea Bolshaw (1879-1934) y ouvrira une maison de passe,. Custer City voit sa population atteindre 10 000 habitants au printemps 1876, puis se vide alors ensuite progressivement, pour Deadwood. La plupart des prospecteurs recherchent de l'or alluvionnaire, mais une partie d'entre eux s'intéresse très vite à son origine, le gisement dans les roches.

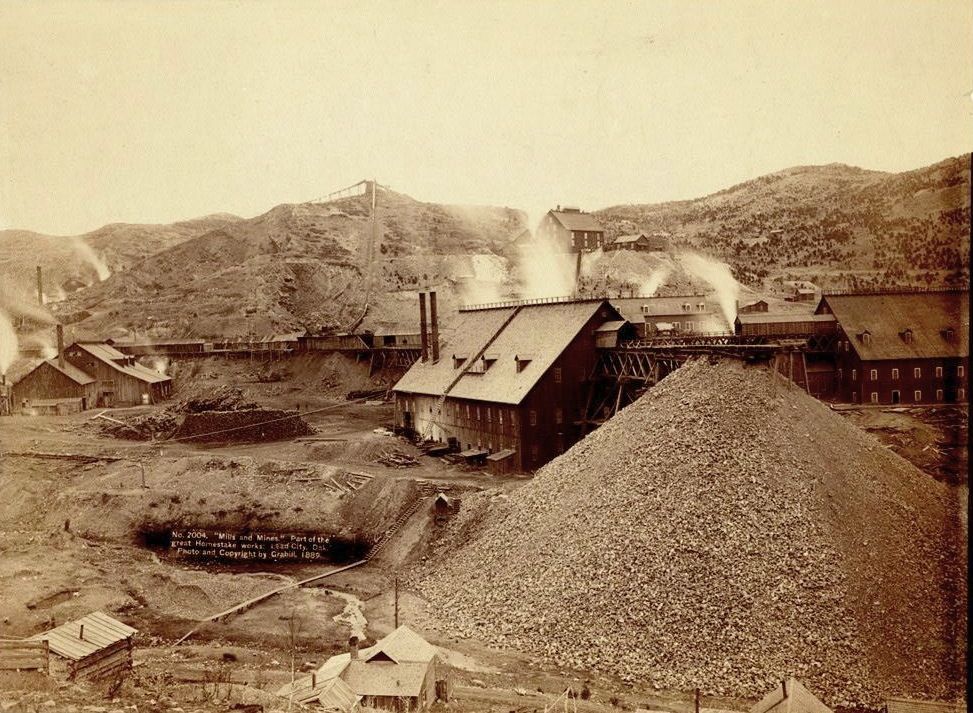
La mine de Homestake en 1889.

C'est le cas des frères Fred Manuel et Moses Manuel venus du Québec, et qui ont participé à d'autres ruées vers l'or, en Arizona et dans le Montana. Le 9 avril 1876, à 4 kilomètres au nord de Deadwood, ils découvrent près de Lead un gisement dans le « ravin du Bobtail », qui leur rapporte cinq mille dollars d’or. En 1877, ils revendent la mine pour 45 000 dollars à George Hearst, Lloyd Tevis, et James Ben Ali Haggin, fondateurs de Homestake Mining, une société minière américaine qui entre à la bourse de New York dès 1879 et produit très vite 10 % de l'or mondial. La création de la première banque « National Bank des Black Hills », à Lead, pour la mine, intervient dès 1880 et en 1889, l'État du Dakota du Sud est créé.
L'année 1879 voit aussi un incendie détruire Deadwood, donnant un coup de frein à la ruée vers l'or. Le 20 janvier 1877, une ville avait été créée à trois kilomètres à côté, nommée Central City. Elle avait dès le mois de septembre un bureau de poste et un bureau du télégraphe, et trois semaines plus tard une école avec 51 élèves. En 1880, Terraville, autre ville-champignon, un kilomètre plus loin, compte 775 habitants.
Entre-temps, les Amérindiens se sont révoltés contre le viol de leur territoire. C'est la guerre des Black Hills. Le 17 juin 1876, une armée d'un millier d'hommes du général George Crook est battue aux sources de la Rosebud. Puis le 7e de cavalerie du général Custer et ses 285 tuniques bleues, est entièrement anéanti le dimanche 25 juin, lors de la bataille de Little Bighorn, par les Cheyennes de Two Moon et les Sioux des chefs Sitting Bull et Crazy Horse.